# Loi du 23 janvier 2006 relative à la lutte contre le terrorisme
Lire en ligne

lire sur légifrance

Loi du 10 décembre 2003 modifiant la loi du 25 juillet 1952 relative au droit d'asile Loi du 24 juillet 2006 relative à l'immigration et à l'intégration
La loi no 2006-64 du 23 janvier 2006 relative à la lutte contre le terrorisme a été votée en France sous l'impulsion de Nicolas Sarkozy, alors ministre de l'Intérieur du gouvernement Villepin. Cette loi est controversée, notamment en raison de l'article 6, qui impose aux opérateurs télécoms, aux fournisseurs d'accès (FAI), mais aussi à tout établissement public proposant un accès internet, comme les cybercafés, de conserver les données de connexion (logs) pendant un an. Outre cette disposition, la loi :
- a amolli les conditions de contrôle de mise en place de caméras de vidéosurveillance[1],[2] ;
- a étendu la possibilité d'effectuer des contrôles d'identité dans les trains internationaux[1] ;
- contraint par l'art. 7 les compagnies ferroviaires, aériennes, maritimes de transmettre les données APIS (pour Advance Passenger Information System (en)) concernant les passagers à la police et à la gendarmerie, données qui peuvent être comparées avec le fichier des personnes recherchées (FPR) et le système d'information Schengen (SIS)[3]. Un fichier des passagers aériens, pour lequel le droit d'opposition prévu par la loi informatique et libertés de 1978 a été dénié, a par la suite été créé[4],[5];
- a autorisé la lecture automatique de plaques minéralogiques en tout point du territoire, clichés qui peuvent être croisés avec le fichier des véhicules volés ainsi qu'avec le système d'information Schengen[1] ;
- a augmenté la durée maximale de garde à vue de 4 à 6 jours en ce qui concerne les « suspects » d'actes terroristes (en sachant que tant qu'une personne n'a pas été condamnée, le principe de la présomption d'innocence s'applique en État de droit) ;
- a augmenté le délai durant lequel une dénaturalisation (« déchéance de nationalité », ou dénationalisation) est possible pour un condamné après sa naturalisation passe de 10 à 15 ans[1];
- modifié par son art. 13, l'article 30 de la loi Informatique et libertés, en limitant les informations fournies à la CNIL concernant « les traitements intéressant la sûreté de l’État, la défense ou la sécurité publique » ;
- a ajouté l'art. L34-1 dans le Code des postes et communications électroniques concernant la conservation des données informatiques[6].

## L'article 6 et les données de connexion
En ajoutant un article au Code des postes et des communications électroniques, la loi prévoit que l'accès aux données de connexion par les autorités policières ne soit plus soumis à l'autorisation d'un magistrat — et donc effectué sous contrôle judiciaire — mais simplement à celle d'un haut fonctionnaire de la police nommé par la Commission nationale de contrôle des interceptions de sécurité (CNCIS), une autorité administrative indépendante chargée de veiller au respect de la réglementation en matière d'interceptions de communications privées, comme les écoutes téléphoniques. La conservation de ces données était obligatoire depuis la loi sur la sécurité quotidienne de 2001.
En raison de ce passage du contrôle judiciaire au simple contrôle administratif, le groupe socialiste a saisi le Conseil constitutionnel, qui a néanmoins déclaré valide cet article. Le Conseil Constitutionnel a simplement rappelé, par sa décision du 19 janvier 2006, que la prévention du terrorisme relevait de l'autorité administrative et la répression de l'autorité judiciaire, rappel qui, selon le Syndicat de la magistrature, n'a rien modifié sur le fond, ne faisant que rappeler l'exigence de forme de la séparation des pouvoirs — précisément menacé selon les auteurs de la saisine.
Initialement valide jusqu'à fin 2008, cet article a été prorogé jusqu'en 2012 par l'unique article de la loi no 2008-1245 du 1er décembre 2008, déposée par le gouvernement Fillon.

## Accès aux fichiers
Selon la CNIL qui émettait son avis sur le projet de loi, celui-ci prévoyait que « les services de police et de gendarmerie anti-terroristes pourront accéder à certains fichiers administratifs gérés par le ministère de l’Intérieur (fichiers des immatriculations, des permis de conduire, des cartes nationales d’identité, des passeports, des ressortissants étrangers en France, des demandes de visas et de titres de séjour) » À la suite de l'avis de la CNIL, le projet de loi a été modifié, afin que l'accès aux fichiers de l'Intérieur ne puissent intervenir que dans les conditions fixées par la loi Informatique et libertés de 1978.
De plus, le décret n° 2007-86 du 23 janvier 2007, « relatif à l’accès à certains traitements automatisés mentionnés à l’article 9 de la loi n° 2006-64 du 23 janvier 2006 relative à la lutte contre le terrorisme et portant dispositions diverses relatives à la sécurité et aux contrôles frontaliers », qui a largement étendu l'accès au fichier national des immatriculations réglementé par l'article L330-2 du Code de la route, en ajoutant, outre les agents policiers, judiciaires et militaires directement concernés par la sécurité routière, « les agents des services de la direction générale de la police nationale et de la direction générale de la Gendarmerie nationale chargés des missions de prévention et de répression des actes de terrorisme », ainsi que les « agents des services de renseignement du ministère de la Défense chargés des missions de prévention des actes de terrorisme » (R330-2). Cette disposition, ajoutée en 2007, devait prendre fin le 31 décembre 2008, mais le gouvernement François Fillon en a prorogé l'application jusqu'en 2012, par un décret du 30 décembre 2008. Ces informations peuvent également être communiquées, sous certaines conditions, à des autorités étrangères.

## La CNIL
La CNIL (Commission nationale de l'informatique et des libertés) a émis un avis le 10 octobre 2005 concernant cette loi. Si certaines de ses préoccupations ont pu être prise en compte, celle-ci rappelle que d'autres ont été ignorées par le législateur. Ainsi, la prolifération de finalités attachés au dispositif, la lutte anti-terrorisme n'étant qu'un motif parmi d'autres donnant droit à l'accès aux bases de données mentionnés dans le texte. Elle a aussi regretté :
- la « prise systématique de photographie des occupants de l’ensemble des véhicules empruntant certains axes de circulation » (que le Conseil constitutionnel a validé)[10];
- l'absence de définition des personnes offrant un accès à internet et chargées de conserver trace des données de l’ensemble des connexions[10];
- enfin, la constitution d’un fichier central de contrôle des déplacements en provenance ou à destination d’États situés en dehors de l’Union européenne, aux contours mal définis[10].

Commentant cette loi, la CNIL déclarait en octobre 2005 que « cet objectif [la lutte contre le terrorisme] conduit à mettre à la disposition des services de police et de gendarmerie, dans le cadre de leurs missions de police administrative, des fichiers et enregistrements vidéo susceptibles de "tracer" de façon systématique et permanente une très grande partie de la population, dans ses déplacements et dans certains actes de la vie quotidienne (le lieu où l'on se trouve à tel moment, l'heure d'une connexion internet, le lieu d'où l'on passe un appel depuis un mobile, le passage à tel péage d'autoroute, la destination d’un voyage, etc.) ».
Certaines dispositions (dont ce qui relève des données de connexion), initialement prévues pour une durée limitée à trois ans (notamment à la demande de la CNIL), ont été prorogées l'échéance venue, par la loi du 1er décembre 2008 déposée par le gouvernement Fillon, et ce jusqu'en 2012.
Enfin, la loi diminue les pouvoirs de la CNIL, puisqu'elle « permet désormais de limiter, sous certaines conditions, l’information communiquée à la CNIL lorsqu’elle rend un avis sur les fichiers intéressant la sûreté de l’État, la défense ou la sécurité publique. »,

## Le fichier des passagers aériens (FPA)
Cette loi contraint les compagnies ferroviaires, aériennes, maritimes à transmettre les données APIS (Advance Passenger Information System (en)) à la police et à la gendarmerie, données qui peuvent être comparées avec le fichier des personnes recherchées (FPR) ainsi qu'avec le système d'information Schengen (SIS).
En vertu de l'article 7 de la loi du 23 janvier 2006, un arrêté du 28 janvier 2009 a créé un système de traitement automatisé de données à caractère personnel concernant « les provenances et les destinations, situées dans des États n'appartenant pas à l'Union européenne, des passagers aériens ». Les données sont conservées pendant cinq ans, sauf celles concernant le FPR ou le SIS, qui ne seraient conservées que 24 heures. Par ailleurs, ce nouveau fichier ayant une double finalité de prévention et répression d'actes de terrorisme d'une part, et d'autre part de « lutte contre l'immigration clandestine », ces données ne peuvent être consultées, dans ce dernier cas, « que dans les vingt-quatre heures qui suivent leur transmission ».

### Textes juridiques connexes
- Loi renforçant la sécurité et protégeant la liberté des personnes (« loi Sécurité et Liberté » - 1981)
- Loi sur la sécurité quotidienne (« loi Vaillant » ou « loi LSQ » - 2001)
- Loi d'orientation et de programmation pour la sécurité intérieure (« loi LOPPSI I » - 2002)
- Loi pour la sécurité intérieure (« loi LSI » - 2003)
- Loi d'orientation et de programmation pour la justice (« loi Perben I » - 2002)
- Loi portant sur l'adaptation de la justice aux évolutions de la criminalité (« loi Perben II » - 2004)
- Loi renforçant la lutte contre la récidive des majeurs et des mineurs (« loi Dati I » - 2007)
- Loi créant de nouveaux droits pour les victimes et améliorant l'exécution des peines (« loi Dati II » - 2007)
- Loi d'orientation et de programmation pour la performance de la sécurité intérieure (« loi LOPPSI II » - 2011)
- Loi relative à l'individualisation des peines et renforçant l'efficacité des sanctions pénales (« loi Taubira » - 2014)

### Autres articles connexes
- Anti-terrorisme
- Fichage en France